# كارلوس ماناتو
كارلوس ماناتو (من مواليد 7 أغسطس 1957) سياسي برازيلي. أمضى حياته السياسية ممثلاً لإسبريتو سانتو، حيث شغل منصب نائب الممثل الفيدرالي من 2001 إلى 2019.

## الحياة الشخصية
ماناتو هو ابن هيليو خوسيه ماناتو وتريزا بوتيري ماناتو، وهو متزوج من ثريا دي سوزا ماناتو. ماناتو هو عضو في الكنيسة الخمسينية إيغريجا كريستا ماراناتا.

## الحياة السياسية
صوّت ماناتو لصالح اقتراح إقالة الرئيسة آنذاك ديلما روسيف. صوّت ماناتو لصالح الإصلاحات الضريبية ولكن ضد إصلاح العمل البرازيلي لعام 2017، وسيصوت لصالح فتح تحقيق في الفساد مع ميشيل تامر خليفة روسيف.
كان هناك بعض الجدل حول التمويل الذي تلقاه ماناتو والعديد من النواب المنتخبين الآخرين من كنيسة ماراناتا، في مقابل عدم قيام الحكومة بالتحقيق في الأنشطة المالية للكنيسة.
في عام 2018 انضم ماناتو إلى الحزب الاجتماعي الليبرالي وتحالف مع المرشح الرئاسي آنذاك جاير بولسونارو. في نفس العام خاض ماناتو انتخابات حاكم إسبيريتو سانتو، حيث جاء في المركز الثالث بـ 525.973 صوتًا أو 27.26٪ من الأصوات الصحيحة.